# سوق منظمة

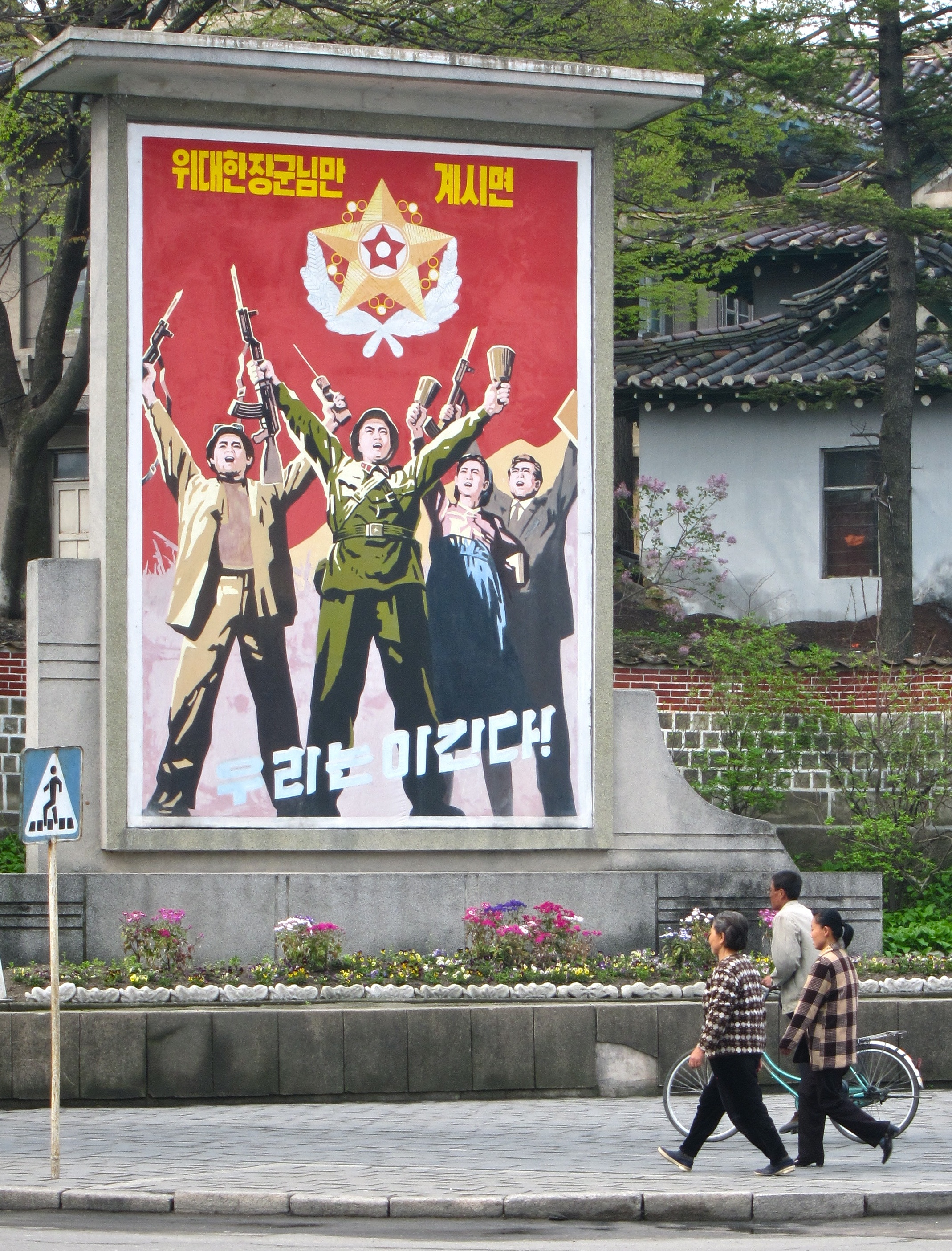

السوق المقيِدة أو السوق المنظِمة هي السوق التي تسيطر الحكومة بها على قوى العرض والطلب، فتتحكم بمن يسمح له بدخول السوق وما هي أسعار البضائع, ومن الشائع لبعض الأسواق أن تكون منظمة إدعاءً بأنها محتكرة طبيعياً مثل: إمدادات الاتصَالات السِلكِيّة واللاسِلكِيّة والمياه والغاز والكهرباء, وفي كثير من الأحيان يتم إنشاء الأسواق المنظِمة عند الخصخصة الجزئية لأصول المرافق التي تسيطر عليها الحكومة.
هناك أشكال متنوعة للأنظمة الموجودة في السوق المنظِمة وتشمل على قوانين للتحكم والمراقبة ومكافحة التمييز وحماية البيئة وفرض الضرائب وشروط العمل.
في السوق المنظمة، يجوز للهيئة التنظيمية الحكومية بأن تضع تشريعات للأنظمة لكي تفيد مصالحها الخاصة، والمعروفة باسم الإتقاط التنظيمي.